# 紐托尼亞 (密蘇里州)
紐托尼亞（英語：Newtonia）是位於美國密蘇里州牛頓縣的村。

## 人口
根據2020年美國人口普查的數據，紐托尼亞的面積為0.85平方千米，皆為陸地。當地共有人口204人，而人口密度為每平方千米240人。